# ال جاردین
ال جاردین (انگلیسی: Al Jardine؛ زادهٔ ۳ سپتامبر ۱۹۴۲) موسیقی‌دان اهل ایالات متحده آمریکا است. وی از سال ۱۹۶۱ میلادی تاکنون مشغول فعالیت بوده است.